# 豊山亮太
豊山 亮太（ゆたかやま りょうた、1993年9月22日 - ）は、新潟県新潟市北区出身で、時津風部屋に所属した元大相撲力士。本名は小柳 亮太（おやなぎ りょうた）。身長185cm、体重178kg、血液型はO型。得意技は突き、押し。最高位は西前頭筆頭（2020年7月場所）。好物は肉類（特に焼肉）。
目標としていた力士は、同郷出身であり大学と部屋の先輩でもある元大関豊山勝男（14代時津風親方）。

## 来歴

### アマチュア時代
相撲を始めたのは豊栄市立葛塚小学校1年生の時で、地元の豊栄相撲教室に通って相撲の稽古を積んだ。小学校時代には4年生でわんぱく相撲全国大会3位の実績がある。5年生のころから野球に転向。新潟市立光晴中学校には相撲部がなく野球部に所属し、都道府県大会に出場した経験がある。。野球は限界を感じ中学限りで断念し、金沢学院東高校に進み、高校3年生で高校総体ベスト8などの実績を残した。高校卒業後は東京農業大学に進学し、同大学地域環境科学部森林総合科学科では林業を専攻した。アマチュア選手としては東京農業大学相撲部恒例の、毎年3月に行われる大阪での時津風部屋との合同春合宿で力を付け、プロの世界を知った。国内主要タイトルは無いものの5つのタイトルを獲得した。大学4年次の全日本相撲選手権大会では準々決勝でこの大会を優勝したバーサンスレン・トゥルボルド（日本大学、現・水戸龍）と対戦して敗れたがベスト8以内に入ったことで、大相撲の三段目付出資格を取得した。
4年時の全日本選手権で悔しい負け方をしたためプロ入りを決意。1年生の時は角界入りを現実的に思い描いてはいなかったが、豊ノ島に「体もできているし、プロでもやっていけるよ」と声を掛けられた。

### 大相撲入門後

#### 2016年
大学卒業後は時津風部屋に入門し、2016年3月場所で三段目最下位格付出で初土俵を踏んだ。三段目付出の制度は前年の2015年5月に創設されたばかりであり、小柳は高砂部屋の石橋と共に三段目付出制度を利用した初めての入門者となった。2日目のデビュー戦はその石橋と対戦し寄り切りで勝利、この後も十両力士と互角の稽古をこなせるほどの実力を発揮して7戦全勝とし、唐津海との優勝決定戦を制して三段目優勝を飾った。
幕下に昇進した5月場所も7戦全勝で、関取経験者の阿武咲との優勝決定戦も制して幕下優勝。7月場所では7日目の若乃島との取組に敗れてプロ初黒星となり、初土俵から続いていた連勝も17で止まったが、9日目以降の関取経験者との3連戦に全て勝ち6勝1敗の好成績で場所を終えた。
9月場所は、東幕下筆頭に上がり、はじめ3連敗を喫してしまった。特に竜勢に敗れて3連敗となった際に、普段記者の質問に丁寧に答える小柳も「きょうは何もありません」と珍しく声を荒らげた。連敗の理由について「勝ち急いだ、自分の相撲を取ることより相手に合わせた相撲を取ることを優先してしまっていた。」と反省し、その後3連勝。勝ち越しがかかる3勝3敗で迎えた12日目の十両取組の富士東戦で勝ち越しを決め、4勝3敗で場所を終えるとともに、場所後の番付編成会議で翌11月場所での新十両昇進が決定した。
三段目付出入門者では初の関取である。16代時津風が育てた2人目の子飼い関取でもあり、結果的に16代時津風が育てた最後の子飼い関取となった。新十両会見では「誰とも当たりたくない」と大学の先輩であり部屋の兄弟子である正代と同じ言葉を冗談として言い、直後に「対戦してみたい人ばかりです」と堂々と答えた。四股名は幕内に上がれば、同郷の元大関で先々代時津風理事長の「豊山」を継ぐ考えがある。会見ではまた「力ずく、馬力で持って行く相撲を売りにしたい。栃東関、千代大海関、魁皇関の3人のいい形を盗みたい」と語った。新十両の場所では、千秋楽まで優勝争いを繰り広げ、千秋楽に負けて優勝こそならなかったものの11勝4敗の好成績でプロデビューの年を終えた。

#### 2017年

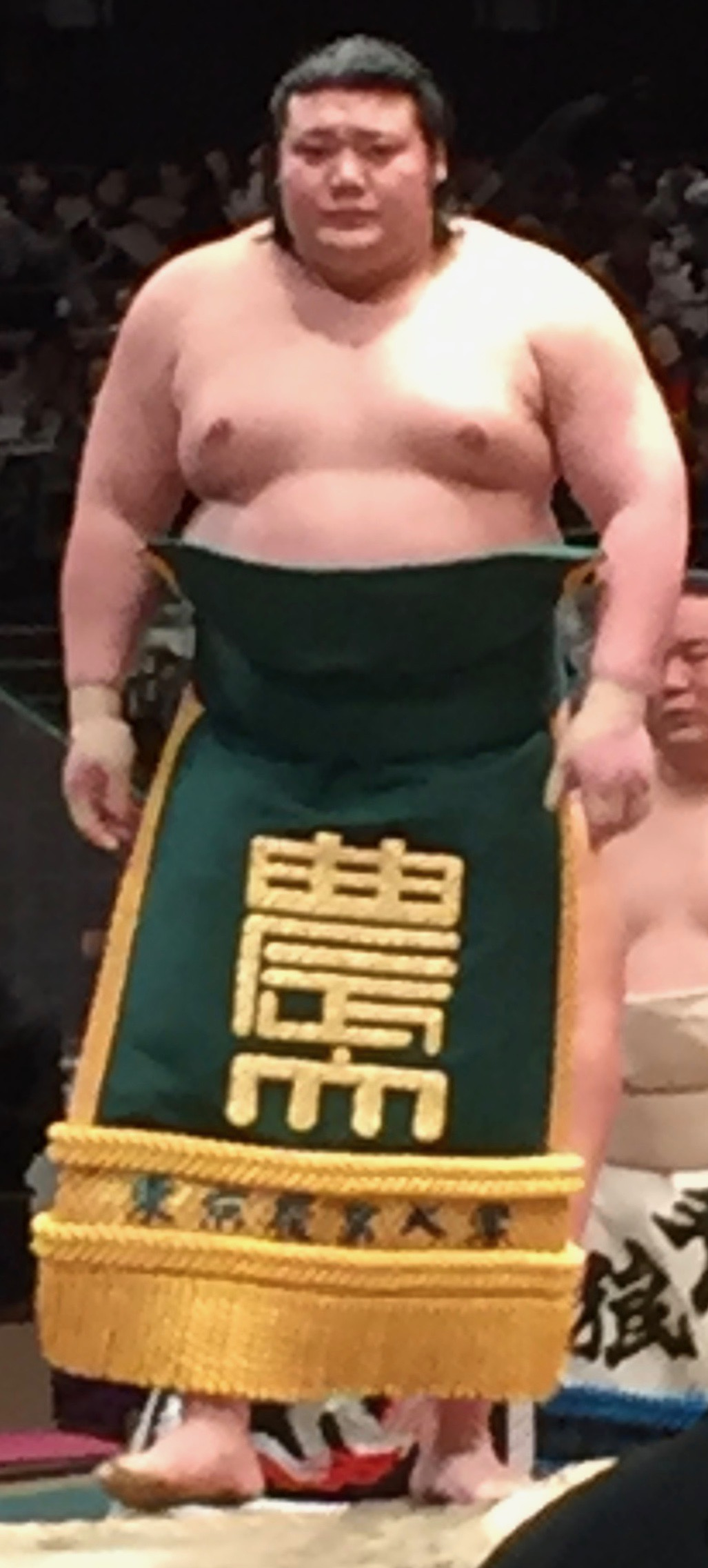
土俵入りする小柳関（2017年1月21日撮影）

幕内昇進がかかる3月場所は序盤から好調を維持、中盤以降やや調子を落としたが、14日目時点で9勝5敗で6人並んで優勝争いのトップに立った。しかし千秋楽で安美錦に敗れ優勝決定戦への進出はならなかった。それでも西十両4枚目の地位で9勝を挙げ、翌5月場所で新入幕となった。新入幕となった5月場所は幕尻である東の16枚目で迎えた。初日に魁聖を破って幕内の初取組を白星で飾ったが、2日目から8連敗を喫するなど持ち味を出せず結局4勝11敗と幕内の壁に阻まれる形となった。
再び十両から出直しを期すことになった7月場所は東十両5枚目の番付となり、初日に石橋こと朝乃山に敗れて黒星発進となったが、その後は8連勝で9日目に早々と勝ち越した。自身に勝利してから8連勝としていた朝乃山が9日目に敗れたことで優勝争いの先頭に立ち、10日目・12日目に土が付いた時には朝乃山も揃って敗れたため、優勝争いの先頭から落ちることは無かったが、12日目に3敗となった時点で、大奄美にも優勝争いの先頭に並ばれた。13日目はその大奄美との直接対決に敗れて4敗に後退したが、14日目に大奄美が敗れ、千秋楽に大奄美が朝乃山を破ったことで、3人による十両優勝決定巴戦へ進出することになった。しかし、決定戦では大奄美が自身と朝乃山に連勝したため、十両優勝とはならなかった。
2017年8月3日には夏巡業新発田場所に参加。朝稽古で土俵に姿を現すと、待ちわびたファンから拍手喝采を浴び、大関・髙安に胸を借りて期待に応えた。ぶつかり稽古では高安を土俵下に吹っ飛ばす場面もあった。「すごかったですね。こんな盛り上がるとは思わなかった。幸せです。新発田の人に喜んでもらえたら良かったです」と豊山は話した。なお、新発田場所は2000年以来、17年ぶりの開催。この日の幕内の申し合いでは8番取り、最初千代の国、逸ノ城に連敗したが、3番目から3連勝。16日のお台場場所では高安と9番とって3勝6敗。とはいえ途中までは3勝3敗と善戦した。「五分だった? 大関は全然力を出していなかったですよ」と力の差を実感も力強く寄り切る場面もあった。
9月場所初日の支度部屋では「夏場所に幕内で負け越した悔しさは頭にある。場所は終わってみないと分からない」と気を引き締めたが、終わってみれば4勝11敗とリベンジならずであった。西十両3枚目で迎えた11月場所は、9日目終了時点まで7勝2敗と好調だったものの、そこから負けが込んで9勝6敗の成績だった。この勝ち越しで再び1場所での再入幕となった。

#### 2018年
2018年1月場所は中日まで4勝4敗と一進一退であったが、12日目の栃煌山戦で不戦勝を獲得するなど幸運に恵まれ、14日目に幕内3場所目にして自身初となる幕内での勝ち越しを果たす。最終的に9勝6敗の成績を残した。さらに、翌3月場所では幕内で初めての2桁白星となる、10勝5敗の好成績を挙げた。翌5月場所は番付運に恵まれ8枚上昇となる西前頭3枚目に最高位を更新し、上位総当りの番付に就いた。
その5月場所では上位の壁に跳ね返され手初日から9連敗。10日目、千代翔馬を押し倒してようやく初日を出すも、結局は終盤も負けが込んで2勝13敗に終わった。翌7月場所は再び番付運に恵まれ、6枚降下に留まる西前頭9枚目の地位に就いた。この場所7日目までは4勝3敗の成績だったが、中日以降は連勝を続けて優勝争いに絡み、14日目の自身の取組前に関脇・御嶽海の優勝が決まったが、この日の結びの一番で大関・高安に押し出しで勝ち、千秋楽は自身初めてのこれより三役で、敢闘賞受賞も決まっている状況で、優勝が決定した御嶽海に大熱戦の末に掛け投げで勝利し、12勝3敗の優勝次点で場所を終えた。勝った12番の内押し出しが6番、突き出しが3番と、持ち前の突き押しが冴え渡った。だが三役やその付近に上がる星の力士が多かったため、翌9月場所は7枚半上昇の前頭2枚目と番付運に恵まれず、最高位は更新したものの三役にはなれなかった。7月29日の夏巡業大垣場所では申し合いを6番行った。巡業中は右膝がパンパンになり足が攣りそうになったという。
自己最高位を更新した11月場所は初日から横綱・大関戦が組まれて4連敗。さらに3日目の稀勢の里戦で左肘を負傷したことで5日目から途中休場に追い込まれた。その後8日目から再出場したものの僅か3勝に留まった。西前頭9枚目に大きく番付を落とした九州場所は、肘のケガで稽古不足だったのか、初日から4連敗を喫するなど場所を通して波に乗れず、終盤も3連敗するなど5勝10敗と2場所連続の大敗を喫した。

#### 2019年
1月場所では東前頭14枚目まで番付を落とした。この場所は6勝4敗で突入した終盤戦で5連敗を喫するなどで6勝9敗と負け越し。番付が後ろに2枚半という状況で十両陥落も予想されたが、稀勢の里の引退によって平幕の枚数が半枚増えたこともあって翌3月場所は西前頭16枚目に踏みとどまった。この場所は場所前から良い稽古が出来たという本人の弁があったが、3勝1敗で迎えた5日目からまさかの11連敗を喫して3勝12敗の成績に終わった。
およそ2年ぶりに十両に陥落した夏場所は、千秋楽に安美錦を押し出して5場所ぶりの勝ち越しを決めると、花道を引き揚げる途中から涙した。西十両2枚目に番付を戻した名古屋場所は、序盤、中盤はややもたついたが終盤に3連勝するなど星を伸ばし、9勝6敗と勝ち越しを決めて再入幕を確実にした。
返り入幕の秋場所は、場所中に本人から「12勝した頃（平成30年名古屋場所）に体の状態が戻りつつある」と復調宣言が飛び出した。この場所は、3勝1敗で迎えた5日目から3連敗を喫し、7日目を終えて3勝4敗と黒星先行となったが、8日目、琴勇輝を土俵際、逆転の突き落としで退けるとそこから連勝で12日目千代翔馬の攻めを土俵際、右足一本で耐えて逆転勝ちし、幕内では1年2か月ぶりの勝ち越しを決めた。この日の相撲に本人は「あそこで残らなかったら男じゃないと思った」と嬉しそうに話した。13日目も小兵の業師・炎鵬に勝利し、連勝は6まで伸びるも、14日目、阿武咲に一気に押し出され、5敗目を喫すると同時に連勝も6でストップ。さらに首の皮一枚望みがあった優勝の目も絶たれた。それでも、千秋楽はうるさい松鳳山にどっしりとした相撲で勝利し、10勝5敗でこの場所を締めくくった。
西前頭9枚目で迎えた九州場所は、初日からいい内容で3連勝とするも、4日目に佐田の海に一気に寄り切られてからは白星が伸びず、終わってみれば8勝7敗という平凡な成績で二桁勝利にも届かなかった。

#### 2020年
新型コロナウイルスの感染拡大により無観客場所となった3月場所は東前頭3枚目の地位で8勝7敗の勝ち越し。5月場所はもし開催されれば新三役の可能性があったが、緊急事態宣言を受けて中止になった際には「予想はしていたので、そこまで落ち込んではいない。次に勝ち越せばいいだけで、目標やモチベーションは失っていない」とコメントを残した。
9月場所、7日目の大関貴景勝戦で右足を痛め、右前脛腓靱帯損傷により8日目から休場となった。師匠代行の枝川が代表取材に応じ、「昨夜、今朝と話したが『腫れが引かず、痛みも増している。休場させてください』と本人が申し出た」と話している。

#### 2021年
3月場所14日目の27日に「右遠位上腕二頭筋腱断裂で約4週間の安静加療を要する見込み」との診断書を提出し、休場した。
11月場所初日は対戦相手である栃ノ心が休場したため不戦勝となった。勝ち名乗りを受けた後で「それなりに体を作ってきた。自分なりに頑張るだけです。場所前から10番目標に稽古してきた。10番目標にやっていきたいです」とコメントを残した。
12月17日、新潟市役所で中原八一を表敬訪問した。21日には豊山新潟後援会が発足1周年を迎える。中原は「後援会を立ち上げ、新潟から精いっぱい応援させてもらった」と話した。豊山は3月には右上腕の筋断裂もしており「新潟のみなさんの期待をことごとく裏切ってしまった。来年は笑って終わりたい」とコメント。

#### 2022年
2月4日、協会は豊山が新型コロナウイルスに感染したと発表。11月28日、日本相撲協会より豊山の引退が発表される。協会には残らず、引退即退職となった。現役最後の一番となる場所千秋楽の栃武蔵戦で寄り切りで敗れた際は「最後勝ちたかった。あそこで投げきれない、寄り切れないのが現状なのかな」と少し悔しがりながらも「出し切れたのでよかった。思い切りいった結果なので、これが自分の現実」と受け入れた。引退の兆候が直前までなかったため「電撃引退」と報じられた。
千秋楽2日後の29日に行われた引退会見では、学生時代からしのぎを削ってきた朝乃山に「彼は僕の相撲人生で一番大きかった」「彼よりも強くなりたいという気持ちがあったから、どんどん上にいけた。朝乃山には感謝じゃ足りないのかな」と強調した。引退を決める理由となった腕の状態について「昨年（2021年）3月に右腕の上腕二頭筋のけんを切って、日常生活でも痛みがあった。思うように15日間相撲が取れず、日常生活でも支障がきた」と明かし、中途半端な気持ちで土俵に上がりたくないと、11月場所前に師匠の17代時津風に腕の痛みが限界を超えていると伝えた。場所12日目に剣翔に敗れて負け越しとなり、その翌日に同親方に引退を決めたことを報告。現役時代に怪我の苦痛を噛みしめてきたこともあり、今後は都内でパーソナルトレーナーとして活動する意向を示した。2023年3月19日、新潟市で自身の引退報告会が行われ、新潟後援会会員77人が集まった。豊山は「もっといいところを見せたかったが、豊山という名前を背負って戦い抜けた。たくさんの応援ありがとうございました」と感謝を伝えた。断髪式は6月25日に両国国技館で行う予定となった。

### 引退後

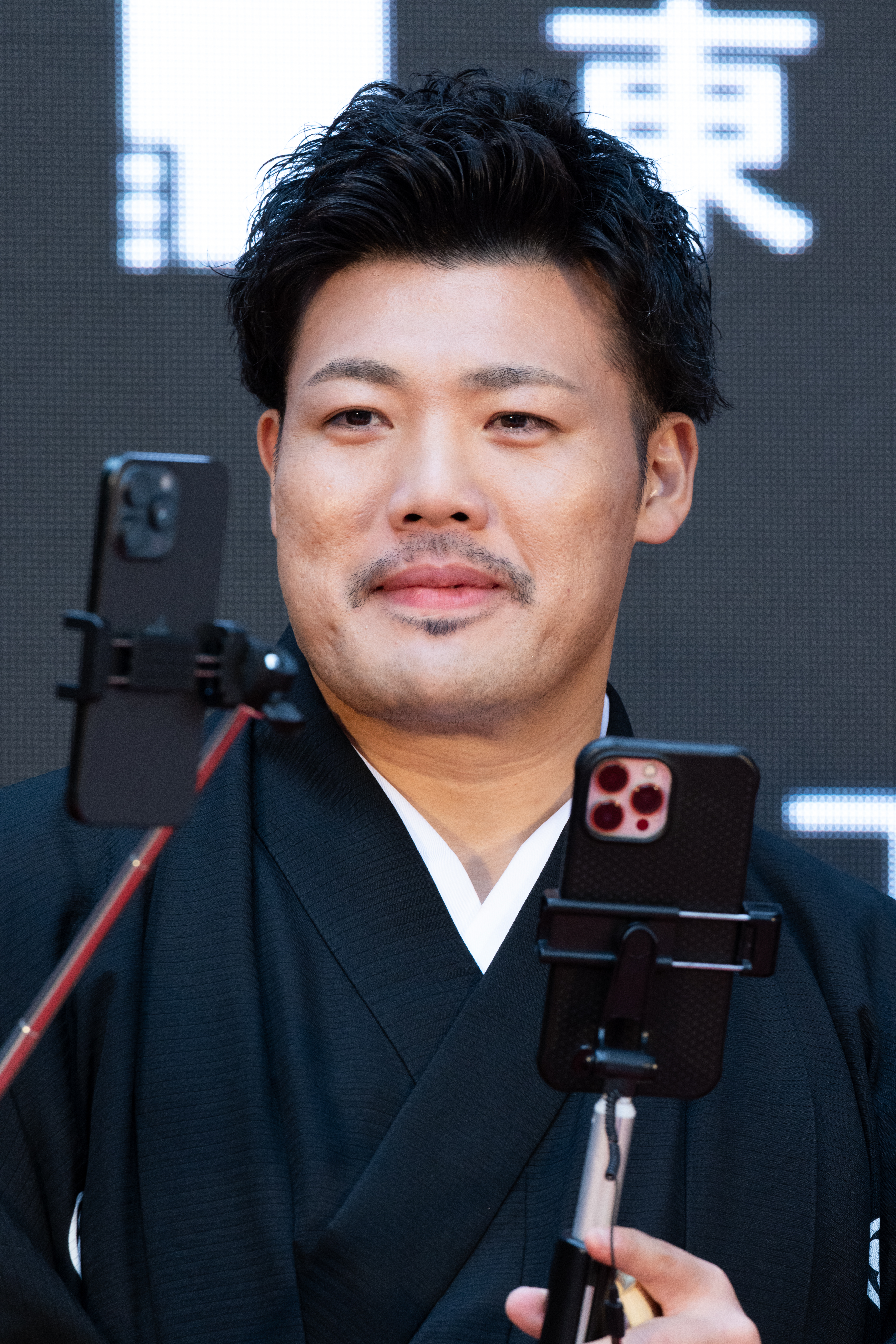
第37回東京国際映画祭にて（2024年）

2023年4月22日、秋葉原のマンションの一室でパーソナルジム「OYG」をプレオープン。6月下旬に東京・秋葉原で正式オープン。
6月25日、予定通り両国国技館で断髪式を開催。時津風一門の関取衆を始め、総勢約430人がはさみを入れ、最後は師匠の時津風親方（元前頭・土佐豊）が止めばさみを入れた。引退時は180kgあった体重だが、半年間で130キロまで減量。2024年3月の東京マラソンで完走するべく、自宅近所を走るなどしてさらに体重を落とし、90kg台にする考えを示している。「マラソンが終わったら、次は来年中に土俵があるジムを都内に作りたい。相撲を身近に感じてもらえるように四股とか教えられれば」と将来を思い描いた。
10月15日、東京レガシーハーフマラソン2023を2時間8分25秒で完走した。
12月13日、「OYG」を正式オープンからわずか半年足らずで閉店することをX(旧ツイッター)で報告。
2024年、映画『十一人の賊軍』に出演し俳優デビュー。

## 取り口
基本的に突き押しを得意としており、左四つ力士や突き押し力士相手には体当たりからの突き押しでそのまま押し切る。右四つ力士と取る際には右のど輪と左おっつけを駆使した四つ相撲を取り、左のおっつけを上手に変えることもある。組んでも取れるが本領は突き押しであり、親方衆からは突き押しに徹するように進言されている。その馬力の高さは同部屋の正代を凌ぐされており、新十両会見の際に時津風は「馬力は正代と違う。ぶつかり稽古でも、押す力は数段、小柳の方が強い。（正代とは）稽古場でも分が良すぎる」と笑った。パワーの一方で一時期半端相撲を指摘されることがあった。引き技は得意ではなく、引いた相撲では決まって負けるため、2016年7月場所の4番相撲で若乃島に引いてしまって敗れた際には「（引くという）やっちゃいけないことをやった。そりゃ、負ける」と猛反省し「全然思っていないけど、今日の相撲がダサすぎる」とコメントした。恵まれた体格をしているが腰高が弱点であり、2016年11月場所3日目の里山戦などでその弱点を突かれている。親方衆は異口同音に「体が硬い」と指摘し、攻めの遅さも自他ともに認めるところで、親方衆からはまた太り過ぎという指摘もあった。基本は胸を出す立合いだが、2020年3月場所中日の朝乃山戦では珍しく頭から当たって廻しを取らせず掬い投げで下す相撲を見せた。2020年7月場所5日目のNHK大相撲中継の幕内解説で井筒が「相手に直線的に圧力をかけるのが魅力ですが、圧力が上に抜ける。本人にはすぐにできるようなもんじゃないから、来年、再来年にできるようになればいいと伝えています」と説明していた。現役終盤期は両肘の痛みに悩まされていた。

## エピソード

### 四股名に関して
- 四股名が「小柳」だった頃のサインは小柳ルミ子（読みは「こやなぎ」）の書くものを参考にしており、記者にこのことを聞かれると小柳は「電話が来た時は『ルミ子さん?』って言われます。もちろん『そうです』と答えてます」と上機嫌だった[60]。
- 四股名「小柳」は江戸時代に若い衆に殺害された幕内力士である小柳平助を連想させることから、小柳の初土俵に際してはそれを避けて別の四股名を付けた方が良いという意見もあった。しかし小柳はそれを「150年以上前の大昔のことだから」と気にせず、新入幕の直前まで名乗り続けた。
- 四股名「豊山」に関しては、東農大に入学したころから意識していたという。改名の話が持ち上がったときには「昔の人が聞いても、すぐわかるようなしこ名。正直、自分でいいのかなと感じた」と戸惑ったものの、「誰もがこういう名前を頂けるわけではない」と受け継ぐことを決めた。初代豊山の内田勝男からも快諾されたそうで「（私を）気にすることなく、君は君の豊山で頑張りなさい」と激励されたという[61]。新入幕会見では「新しい豊山像をつくっていきたい」と述べた[62]。他方で、四股名「豊山」は責任が重すぎるので乗り気でなかったが、内田勝男が絶対的な存在であったため断り切れず襲名に至ったという説もある。

### 相撲関連
- 学生時代は同学年で近畿大学の石橋広暉（後の朝乃山）とともに学生相撲界のトップを走り続け「東の小柳、西の石橋」とも呼ばれた[43]。
- 自身初の十両の土俵となった2016年11月場所初日、最も緊張したのは十両土俵入りであったと述懐した[60]。
- 2017年5月場所前日の13日、初代豊山で元時津風親方の内田勝男が豊山らに対して熱血指導を行った。豊山は「やらないのか」という内田の声に促されるように、部屋の先輩で平幕の正代とぶつかり稽古を3番、4番と繰り返した。内田は若手力士に「人が来ている、来ていないじゃない。日常が相撲に直結するんだ」と土俵に向かう姿勢や所作を指導。さらに熱を帯びてくると、裸足でテッポウ柱に向かい、豊山らを前に肘や足の使い方を助言した。初日前は通常、四股などで軽く汗を流す程度だが、この日は1時間以上、稽古が行われた。内田と初対面となった豊山は「違う観点から相撲を考えさせられ、濃い時間を過ごせた。気が引き締まった」と充実した表情であった[63]。
- 時間いっぱいになると花道奥の付け人と目を合わせる。付け人と目が合うと小さくコクリとうなずき、土俵の中央に向き直す[64]。
- ライバルは朝乃山。朝乃山は高校時代の豊山をそんなに強いとは思っていなかった。大学時代にも対戦はあったが、豊山は東日本の大会中心で、朝乃山は西日本が中心であり、接点はあまりなかった。朝乃山は新弟子検査で豊山と久しぶりに会った時、体格が大きくなった豊山に驚いたという[65]。
- 2017年1月場所前、時津風部屋後援会木鶏会の贈呈で藤村育三がデザインした四股名の「柳」の字に昇り龍を隠し絵で刺繍されている化粧まわしを贈られた[66]。2017年7月場所前には、名古屋の後援者からは大きなトンボがデザインされた化粧まわしを送られた[67]。
- 内田勝男からは内田の現役時代のDVDを贈られており、これが時津風部屋の歴史の一部を知る機会となった[11]。
- 2019年秋巡業糸魚川場所では白鵬に胸を出してもらってぶつかり稽古を行ったが、7分後に息の上がった豊山は「もういっちょ!」と声を掛けた白鵬に対して首を振って拒否。白鵬は転がして受け身を取らせ、稽古を切り上げた。これに対して白鵬は「イヤですと言われたのは初めてだった。思わず笑ってしまったよ」と話していた。稽古後、白鵬がトイレで豊山とすれ違い「強くなりたくないのか?」と声を掛けると「強くなりたいです」と返ってきたという。豊山は「（横綱の胸出しは）押しているのに攻められている感覚だった。相撲界に誰もいないような感じ」と振り返った[68]。
- 2020年3月場所3日目の炎鵬戦では相撲では極めて珍しい手四つの体勢になった。探り合いがしばらく続いたが、1分30秒の長い相撲の末、押し倒しで白星[69]。この場所は2019新型コロナウイルスの影響で無観客場所として行われていただけにNHKでラジオ解説を務めた北の富士勝昭は「いつもの場所なら大変な騒ぎだった」と無観客開催を嘆いていた[70]。
- 2021年3月場所前の2月25日に代表取材に応じた。不祥事で協会退職した16代時津風（時津海）に代わり部屋を継承した17代時津風（土佐豊）の印象を「1人で背負い込む方、弱みを出さない方、真面目すぎる方」と語り、「3月（春場所）の結果でまた左右されると思う。変わったのがいいのか悪いのか言われると思う」と新体制で迎える3月場所に向けての覚悟を示した[71]。

### 私生活・趣味・嗜好など
- 公式には無趣味とされている[7]が、NGT48の大ファンであり乃木坂46も大好きなアイドルオタクであるとする記事もある[72]。また、2017年5月場所前の雑誌の記事では酒好きであることが明らかになり、休みの前日は深酒をするので休日は1日中ダラダラ過ごすことが多いと本人が答えている[8]。
- 2016年11月場所中、誘われて夜の街に出ると、ついつい手が伸びてしまう食べ物がある。「締めのラーメン食べないつもりが…。替え玉もしました…。九州場所、危険です」とバツの悪そうな顔で下を向いた[73]。場所後の冬巡業都城場所では「どこ行っても魚がうまいっすね。魚食べてお酒。悪循環ですね」とまた頭を抱えていた[74]。取り口の項目にある通り、後に武蔵川から太り過ぎを指摘されており、豊山を襲う食べ物の誘惑について記述したスポーツ新聞の記者には、先見の明があったということになる。
- 2017年8月3日に行われた夏巡業新発田場所の前日である2日、宿泊地から車で15分の距離にある「小学校時代から行っている」洋食店に行き、食べ慣れたカツカレーでエネルギーを充電した[23][22]。
- 東京農業大学時代は相撲部の稽古後に世田谷区桜丘の千歳船橋駅周辺にある、農大生御用達のとんかつ・天麩羅店「山之内」の豚バラ肉でカツを作った1杯で通常のカツ丼の4人前と推定される「農大カツ丼」を稽古後に常食していた。一般人なら半分で満腹になるほどのサイズのカツ丼だが、そのボリュームで880円。相撲を始めた小学1年生の頃から大会前日に験担ぎとして母がカツカレーやカツ丼を作ってくれたため、新潟県が米の名産地であることもあって豊山にとって米は切っても切り離せない存在である。相撲教習所時代は食堂でとんかつが出るのが楽しみであった[75]。
- 2019年8月26日、ファッション関連事業の会社勤務の女性と結婚を発表。同年7月26日に名古屋市中区役所で入籍をしており、2020年2月に披露宴を予定しているという[76][77]。女性とは2016年に知人の紹介で知り合ったといい、プロポーズは恵比寿ガーデンプレイスで行ったと伝わる。「僕は所帯を持った方が力が出るタイプだと思う。落ち込んでいる時に励ましてもらってきた」と本人は結婚生活への期待を寄せるコメントを残した[78]。
  - 2020年2月1日、角界関係者ら400人が見守る中、挙式・披露宴を行い「1人の男として頑張る。初場所で夢だった優勝が目標になった。春場所優勝を目指し三役、その上を目指す」と抱負を語った[79]。
  - 2020年10月に第1子（男児）が誕生した。2500gと小さかったが、2021年2月には7kgに成長しているという。家庭では妻と交代で食事を作り、毎日、自ら子どもを風呂に入れているという。なお、コロナ禍でずっと東京にいて出来る時間があるからやっており、仕事をしている夫人のほうが大変であるため、イクメンという言葉は好まないという[71]。

## 主な成績

### 通算成績
- 通算成績：277勝281敗10休（40場所）
- 幕内成績：165勝215敗10休（26場所）

### 各段優勝
- 幕下優勝：1回（2016年5月場所）
- 三段目優勝：1回（2016年3月場所）

### 三賞・金星
- 三賞
  - 敢闘賞：1回（2018年7月場所）
- 金星：なし

### 場所別成績
| | 一月場所 初場所（東京） | 三月場所 春場所（大阪）    | 五月場所 夏場所（東京） | 七月場所 名古屋場所（愛知） | 九月場所 秋場所（東京） | 十一月場所 九州場所（福岡） |
| --- | ----------------------- | -------------------------- | ----------------------- | --------------------------- | ----------------------- | --------------------------- |
| 2016年 （平成28年） | x                       | 三段目付出100枚目 優勝 7–0 | 西幕下58枚目 優勝 7–0   | 西幕下7枚目 6–1             | 東幕下筆頭 4–3          | 西十両12枚目 11–4           |
| 2017年 （平成29年） | 東十両6枚目 8–7         | 西十両4枚目 9–6            | 東前頭16枚目 4–11       | 東十両5枚目 11–4            | 西前頭15枚目 4–11       | 西十両3枚目 9–6             |
| 2018年 （平成30年） | 西前頭14枚目 9–6        | 西前頭11枚目 10–5          | 西前頭3枚目 2–13        | 西前頭9枚目 12–3 敢         | 東前頭2枚目 3–10–2      | 西前頭10枚目 5–10           |
| 2019年 （平成31年 /令和元年） | 東前頭14枚目 6–9        | 西前頭16枚目 3–12          | 東十両5枚目 8–7         | 西十両3枚目 9–6             | 東前頭16枚目 10–5       | 西前頭9枚目 8–7             |
| 2020年 （令和2年） | 西前頭9枚目 11–4        | 東前頭3枚目 8–7            | 感染症拡大 により中止   | 西前頭筆頭 5–10             | 東前頭4枚目 2–6–7       | 東前頭10枚目 6–9            |
| 2021年 （令和3年） | 東前頭15枚目 7–8        | 東前頭15枚目 4–10–1        | 東十両4枚目 8–7         | 東十両筆頭 10–5             | 西前頭14枚目 8–7        | 東前頭13枚目 7–8            |
| 2022年 （令和4年） | 西前頭13枚目 6–9        | 西前頭14枚目 7–8           | 西前頭14枚目 6–9        | 東前頭16枚目 8–7            | 西前頭14枚目 4–11       | 西十両4枚目 引退 5–10–0     |
| 各欄の数字は、「勝ち-負け-休場」を示す。 優勝 引退 休場 十両 幕下 三賞：敢=敢闘賞、殊=殊勲賞、技=技能賞 その他：★=金星 番付階級：幕内 - 十両 - 幕下 - 三段目 - 序二段 - 序ノ口 幕内序列：横綱 - 大関 - 関脇 - 小結 - 前頭（「#数字」は各位内の序列） |                         |                            |                         |                             |                         |                             |

### 幕内対戦成績
| 力士名   | 勝数 | 負数 | 力士名   | 勝数 | 負数 | 力士名   | 勝数 | 負数 | 力士名   | 勝数 | 負数 |
| -------- | ---- | ---- | -------- | ---- | ---- | -------- | ---- | ---- | -------- | ---- | ---- |
| 碧山     | 6    | 6    | 明瀬山   | 0    | 2    | 天空海   | 3    | 1    | 朝乃山   | 2    | 4(1) |
| 東龍     | 2    | 1    | 阿炎     | 3    | 2    | 荒鷲     | 0    | 2    | 勢       | 3    | 3    |
| 石浦     | 5    | 5    | 逸ノ城   | 1    | 2    | 一山本   | 3    | 2    | 宇良     | 0    | 1    |
| 遠藤     | 3    | 6    | 炎鵬     | 5    | 0    | 阿武咲   | 3    | 7    | 王鵬     | 1    | 3    |
| 隠岐の海 | 1    | 7    | 魁聖     | 5    | 4    | 輝       | 6    | 9    | 鶴竜     | 0    | 3    |
| 稀勢の里 | 0    | 1    | 旭大星   | 1    | 0    | 霧島     | 1    | 1    | 豪栄道   | 0    | 2(1) |
| 荒篤山   | 0    | 1    | 琴恵光   | 5    | 5    | 琴奨菊   | 2    | 1    | 琴勝峰   | 3(1) | 0    |
| 琴櫻     | 1    | 4(1) | 琴勇輝   | 3    | 1    | 佐田の海 | 7    | 6    | 志摩ノ海 | 2    | 3    |
| 松鳳山   | 3    | 2    | 蒼国来   | 1    | 1    | 大奄美   | 2    | 3    | 大栄翔   | 4    | 7    |
| 大翔鵬   | 3    | 0    | 大翔丸   | 3    | 4    | 貴景勝   | 1    | 3    | 貴源治   | 1    | 0    |
| 隆の勝   | 2    | 2    | 髙安     | 1    | 1    | 宝富士   | 3    | 5    | 豪風     | 1    | 1    |
| 玉鷲     | 0    | 2    | 千代翔馬 | 8    | 6    | 千代大龍 | 6    | 8    | 千代の国 | 4    | 5    |
| 千代丸   | 5    | 5    | 剣翔     | 3    | 3    | 照強     | 6    | 7    | 德勝龍   | 2    | 2    |
| 栃煌山   | 4(1) | 2    | 栃ノ心   | 2(1) | 6    | 翔猿     | 0    | 1    | 友風     | 0    | 1    |
| 豊響     | 0    | 1    | 錦木     | 2    | 3    | 錦富士   | 0    | 1    | 白鵬     | 0    | 4    |
| 英乃海   | 0    | 2    | 平戸海   | 0    | 1    | 豊昇龍   | 1    | 1    | 北勝富士 | 3    | 1    |
| 翠富士   | 0    | 2    | 水戸龍   | 1    | 0    | 御嶽海   | 1    | 3    | 妙義龍   | 2    | 4    |
| 明生     | 1    | 3    | 矢後     | 1    | 1    | 嘉風     | 0    | 1    | 竜電     | 2    | 6    |
| 若元春   | 0    | 1    |          |      |      |          |      |      |          |      |      |

## 改名歴
- 小柳 亮太（おやなぎ りょうた）2016年3月場所 - 2017年3月場所
- 豊山 亮太（ゆたかやま -）2017年5月場所 - 2022年11月場所

## 出演

### 映画
- 十一人の賊軍（2024年11月1日公開、監督：白石和彌） - 辻斬 役[注釈 1][86][87]

### テレビ番組
- ランスマ倶楽部「マイ・ランニングストーリー〜夢に向かって走る〜」（2023年9月8日、NHK BS1）
- まるどりっ!UP one-upグルメコーナー（2024年11月2日、新潟テレビ21）[88]